# Josip Stjepan Garić

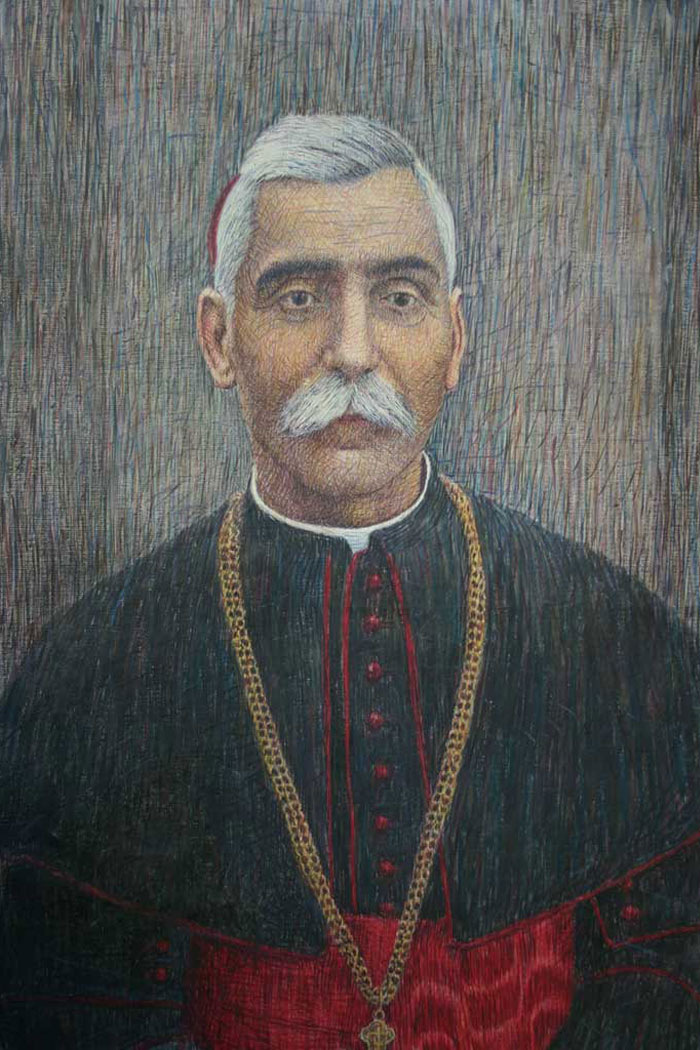
Emmanuel Josip Stepan Garic

Emmanuel Josip Stjepan Garić (OFM) (* 28. Oktober 1870 in Vitez bei Travnik, Vilâyet Bosnien, Osmanisches Reich; † 30. Juni 1946 in Graz, Österreich) war der erste Bischof des 1881 gegründeten römisch-katholischen Bistums Banja Luka in Bosnien.

## Leben
Als Stephan Garic trat er 1889 in den Franziskanerorden ein. Er nahm den Ordensnamen Emanuel Josef an, studierte von 1887 bis 1889 Philosophie und von 1889 bis 1893 Theologie in Pécs und wurde am 30. Juli 1893 zum Ordenspriester geweiht. Er war zunächst in der Gemeindepastoral tätig und wurde 1907 Sekretär und Generalvikar des Bischofs Marijan Marković. 1912 wurde er zum Definitor (Provinzrat) der bosnischen Franziskanerprovinz Bosna Argentina gewählt.
Am 14. Dezember 1912 wurde er von Papst Pius X. zum ersten Bischof von Banja Luka ernannt, nachdem das am 5. Juli 1881 von Papst Leo XIII. errichtete Bistum zuvor von Apostolischen Administratoren verwaltet wurde. Die Bischofsweihe spendete ihm Kurienkardinal Diomede Falconio OFM am 20. Februar des folgenden Jahres. Mitkonsekratoren waren Giacomo (Alexander) Ghezzi OFM, der Bischof von Civita Castellana und Bernhard Joseph Doebbing OFM, der Bischof von Nepo und Sutri.
Er gründete neue Pfarreien, ließ Kirchen und Schulen errichten. Er leitete sein Bistum in zwei Weltkriegen und durch Notzeiten.
Wegen einer schweren Erkrankung musste er 1945 sein Bistum verlassen, ging zuerst zur Behandlung nach Zagreb und anschließend nach Graz.
Er starb in Graz am 30. Juni 1946 im Alter von 75 Jahren und wurde auch dort beigesetzt.